# Лаодика (съпруга на Никомед III)
Вижте пояснителната страница за други личности с името Лаодика.
Лаодика (на гръцки: Λαοδίκη Laodíkē; на латински: Laodice, Laodike; * 140 пр.н.е.) е принцеса от Понтийското царство.

## Биография
Тя е най-възрастната дъщеря на цар Митридат V от Понт (упр. 150 – 120 пр.н.е.) и Лаодика VI, дъщеря на Антиох IV Епифан, цар от династията на Селевкидите и Лаодика IV (дъщеря на Антиох III). Тя е сестра близначка на Митридат VI Евпатор (упр. 120 – 63 пр.н.е).
Лаодика пътво е омъжена за Ариарат VI, цар на Кападокия. След неговото убийство през 111 пр.н.е., по нареждане на брат ѝ Митридат VI, тя е регентка за сина си Ариарат VII.
Когато Никомед III, цар на Витиния, напада Кападокия, тя моли брат си за помощ, но той я съветва да се омъжи за него. През 101 пр.н.е. тя отива с дъщеря си Низа във Витиния. Брат ѝ иска да се грижи за племенника си Ариарат VII, но го отстранява лично. Никомед III я съветва да отиде в Рим. Тя заминава с друг неин син, когото представя за втория си син от първия ѝ съпруг Ариарат VI и легитимен престолонаследник на Кападокия, но Римският Сенат не признава това.